# Opvolgend leren
Mate van vrijheid
van de lerende om zijn eigen leerproces in te richten (afnemend van boven naar beneden)
| Vrij        |
| Onderneming |
| Project     |
| Probleem    |
| Opdracht    |
| Taak        |
| Instructie  |

Het voornaamste middel dat de onderwijsvorm gebruikt is een indicatie
Opvolgend leren of imitatief leren is een term in het onderwijs die verwijst naar een manier om competenties te ontwikkelen, door andere mensen op te volgen of na te bootsen. 

## Concept
Hoewel de lerende uitvoert wat een ander voorgedaan of bevolen heeft, is dit in opvolgend leren een vrije keuze. De lerende heeft zich als uitdaging (probleem) gesteld om iets of iemand te imiteren of adviezen na te leven om uiteindelijk verder of in de plaats te komen van de geïmiteerde (opvolgen in de betekenis van succederen). De mate vrijheid wordt echter nihil (instructief) als de lerende niet zelf mag kiezen wie hij kopieert of volgt; er is dan feitelijk geen sprake van opvolgend leren, maar van opgelegd leren. Wanneer het imitatie-proces niet alleen zelfgekozen, maar ook bewust door de lerende wordt toegepast, dan spreken we van model leren. 

## Achtergrond
Opvolgend leren is voor mens en dier een aangeboren en veel gebruikte manier om te leren, hoewel sommige onderzoekers betwijfelen of dieren wel daadwerkelijk kunnen opvolgen of imiteren. Of de lerende bepaald gedrag wel of niet opvolgt, hangt sterk af van de sociale context zoals groepsbeloning of -bestraffing.

## Toepassing
In het formeel onderwijs loont het de lerende om op te volgen, wat een negatief effect heeft op het ontwikkelen van vaardigheden als creativiteit en ondernemendheid. Anderzijds kan, als de lerende opvolgt of imiteert om er later zelf een eigen draai aan te geven, een vernieuwing ook ondersteunen Opvolgend leren kan worden ingezet voor het efficiënt overdragen van nieuwe en relevante culturele kennis. Bij het trainen van kunstmatige intelligentie zorgt opvolgend leren dat de ontwikkeling gecontroleerd gebeurt.